# Consorti dei sovrani giacobiti
Le consorti giacobite sono quelle che furono sposate ad un pretendente giacobita ai troni d'Inghilterra, Scozia e Irlanda dal l'abdicazione di Giacomo II nel 1688. Dai giacobiti sono quindi considerati, se di sesso femminile, come legittime regine consorti d'Inghilterra, Scozia e Irlanda. Dalla morte di Marie-Jenke, Duchessa di Baviera nel 1983, non ci sono state consorti giacobite; l'attuale pretendente, Franz, Duca di Baviera, non è sposato.
Dopo il 1807, la successione passò dal Casato degli Stuart, e nessuno degli eredi giacobiti da allora ha effettivamente rivendicato i troni di Inghilterra e Scozia o incorporato lo stemma di Inghilterra e Scozia nel loro stemmi araldici.
| Ritratto | Nome                                                       | Padre                                                   | Nascita           | Matrimonio                      | Diventò consorte | Cessò di essere consorte             | Morte           | Coniuge            |
| -------- | ---------------------------------------------------------- | ------------------------------------------------------- | ----------------- | ------------------------------- | --- | ------------------------------------ | --------------- | ------------------ |
|          | Maria Beatrice d'Este                                      | Alfonso IV, duca di Modena (Este)                       | 5 ottobre 1658    | 30 settembre 1673 (per procura) | 6 febbraio 1685 ascesa del marito 11 dicembre 1688 (Inghilterra) / 11 maggio 1689 (Scozia) marito diventa pretendente | 16 settembre 1701 morte del marito   | 7 maggio 1718   | Giacomo II e VII   |
|          | Maria Clementina Sobieska                                  | Giacomo Luigi Sobieski (Sobieski)                       | 18 luglio 1702    | 3 settembre 1719                | 3 settembre 1719 | 18 gennaio 1735                      | 18 gennaio 1735 | Giacomo III e VIII |
|          | Luisa di Stolberg-Gedern                                   | Gustavo Adolfo di Stolberg-Gedern (Stolberg-Gedern)     | 20 settembre 1752 | 28 marzo 1772 (per procura)     | 28 marzo 1772 (per procura)                                                                                           | 31 gennaio 1788 morte del marito     | 29 gennaio 1824 | Carlo III          |
|          | Maria Teresa d'Austria-Este Regina di Sardegna             | Ferdinando, arciduca d'Austria (Austria-Este)           | 1º novembre 1773  | 25 aprile 1789                  | 6 ottobre 1819 ascesa del marito                                                                                      | 10 gennaio 1824 morte del marito     | 29 marzo 1832   | Vittorio I         |
|          | Francesco IV Duca di Modena                                | Ferdinando, arciduca d'Austria (Austria-Este)           | 6 ottobre 1779    | 20 giugno 1812                  | 10 gennaio 1824 ascesa della moglie                                                                                   | 15 settembre 1840 morte della moglie | 21 gennaio 1846 | Maria III & II     |
|          | Adelgonda di Baviera Duchessa di Modena                    | Ludovico I di Baviera (Wittelsbach)                     | 19 marzo 1823     | 20 marzo 1842                   | 20 marzo 1842 | 20 novembre 1875 morte del marito    | 28 gennaio 1914 | Francesco I        |
|          | Ludovico III di Baviera                                    | Luitpold, Principe Reggente di Baviera (Wittelsbach)    | 7 gennaio 1845    | 20 febbraio 1868                | 20 novembre 1875 ascesa della moglie                                                                                  | 3 febbraio 1919 morte della moglie   | 18 ottobre 1921 | Maria IV & III     |
|          | Antonia di Lussemburgo Principessa della Corona di Baviera | Guglielmo IV, Granduca di Lussemburgo (Nassau-Weilburg) | 7 ottobre 1899    | 7 aprile 1921                   | 7 aprile 1921 | 31 luglio 1954                       | 31 luglio 1954  | Roberto I & IV     |
|          | Maria Draskovich de Trakostjan Duchessa di Baviera         | Conte Dionys Maria Draskovich de Trakostjan (Drašković) | 8 marzo 1904      | 3 settembre 1930                | 2 agosto 1955 ascesa del marito                                                                                       | 10 giugno 1969                       | 10 giugno 1969  | Alberto            |
|          | Marie-Jenke Keglevich de Buzin Duchessa di Baviera         | Conte Stephan Keglevich de Buzin (Keglevich de Buzin)   | 23 aprile 1921    | 21 aprile 1971                  | 21 aprile 1971 | 5 ottobre 1983                       | 5 ottobre 1983  | Alberto            |

Enrico Benedetto Stuart (pretendente dal 1788-1807, come Enrico IX & I) e Franz, Duca di Baviera (pretendente dal 1996, come Francesco II) non si sono mai sposati (Enrico fu un prete, vescovo e cardinale cattolico). Maria Clotilde di Francia, moglie di Carlo Emanuele IV di Sardegna (pretendente dal 1807-1819, come Carlo IV), morì prima che suo marito diventasse pretendente, così come Maria Gabriella in Baviera, prima moglie di Rupprecht, Principe della Corona di Baviera (Robert I & IV).